# Jörg Vogelsänger

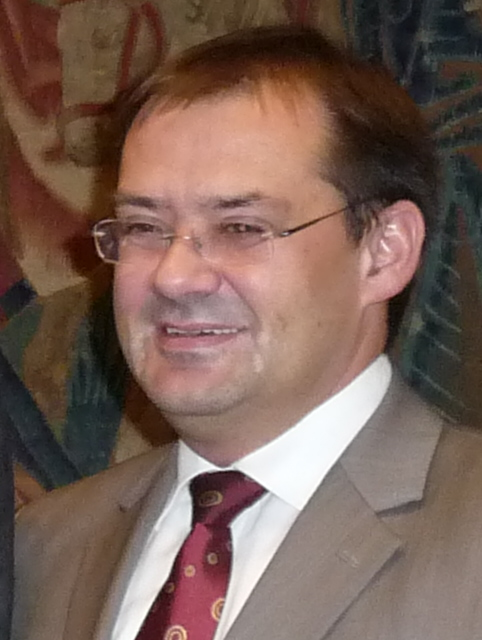
Jörg Vogelsänger (2012)

Jörg Vogelsänger (* 17. Mai 1964 in Woltersdorf, Kreis Fürstenwalde, DDR) ist ein deutscher Politiker (SPD). Er von 2010 bis 2014 Minister für Infrastruktur und Landwirtschaft und von 2014 bis 2019 Minister für Ländliche Entwicklung, Umwelt und Landwirtschaft in Brandenburg. Zuvor war er von 2009 bis 2010 Staatssekretär im brandenburgischen Ministerium für Infrastruktur und Landwirtschaft und von 2002 bis 2009 war er Mitglied des Deutschen Bundestages. Seit 2014 ist er erneut Abgeordneter im Landtag Brandenburg, dem er bereits von 1994 bis 2002 angehört hatte.

## Leben und Beruf
Nach dem Abitur absolvierte Vogelsänger ab 1984 ein Studium des Maschinenbaus an der Technischen Universität Dresden, das er im Jahr 1989 als Diplom-Ingenieur für Maschinenbau und Konstruktionstechnik beendete. Anschließend war er bis 1991 als Entwicklungsingenieur beim Reichsbahnausbesserungswerk Berlin-Schöneweide tätig.
In den Jahren 1992 bis 1994 war er hauptamtlicher Geschäftsführer des SPD-Unterbezirks Oder-Spree.
Jörg Vogelsänger ist verheiratet, hat zwei Töchter und wohnt in Erkner.

## Partei
Im Februar 1990 trat Vogelsänger in die SPD ein. Von 1998 bis 2015 war er Vorsitzender des SPD-Unterbezirks Oder-Spree und Mitglied im SPD-Landesvorstand in Brandenburg.

## Abgeordneter
Vogelsänger war von 1990 bis 2009 Vorsitzender der Stadtverordnetenversammlung von Erkner. Von 1990 bis 1994 war er Mitglied im Kreistag des Kreises Fürstenwalde und von 2003 bis 2009 gehörte er dem Kreistag des Landkreises Oder-Spree an.
Vogelsänger war mit Direktmandat von 1994 bis zu seiner Wahl in den Bundestag 2002 Mitglied des Landtages von Brandenburg. Er war sowie in den Untersuchungsausschüssen 2/1 und 3/2.
Von 1999 bis 2002 war er stellvertretender Vorsitzender des Ausschusses für Stadtentwicklung, Wohnen und Verkehr.
Für seine Fraktion war er verkehrspolitischer Sprecher.
Von 2002 bis 2009 war er Mitglied des Deutschen Bundestages. Sowohl 2002 als auch 2005 wurde er als direkt gewählter Abgeordneter des Wahlkreises Frankfurt (Oder) – Oder-Spree gewählt. Dort war er Mitglied im Ausschuss für Verkehr, Bau und Stadtentwicklung. Bei der Bundestagswahl 2009 unterlag er Thomas Nord (Die Linke) und schied aus dem Bundestag aus. Nach der Landtagswahl in Brandenburg 2014 zog er über ein Direktmandat im Landtagswahlkreis Märkisch-Oderland I/Oder-Spree IV abermals in den Landtag Brandenburg ein. 2019 und 2024 errang er das Direktmandat im Landtagswahlkreis Märkisch-Oderland I/Oder-Spree IV erneut.

## Öffentliche Ämter
Nach dem Verlust seines Direktmandats für den Bundestag wurde Vogelsänger am 6. November 2009 zum Staatssekretär des brandenburgischen Ministeriums für Infrastruktur und Landwirtschaft berufen. Am 25. Februar 2010 wurde er zum Minister für Infrastruktur und Landwirtschaft ernannt, er folgte Jutta Lieske nach. Nach dem Neuzuschnitt der Ministerien wurde er am 5. November 2014 zum Minister für Ländliche Entwicklung, Umwelt und Landwirtschaft ernannt. Am 20. November 2019 schied er mit der Bildung des Kabinett Woidke III aus der Regierung aus.